# 陆洲
陆洲，浙江余姚人，是一位民乐教师，他与当代笛子大师蒋国基，詹永明等师出同门——江南笛王赵松庭。
陆洲是河姆渡仿制骨哨制作者，在1980年代曾经用公鸡腿骨为材料，成功地仿制了河姆渡骨哨。陆洲还创作了反映7000年前河姆渡人民劳动生活的骨笛独奏曲《河姆追溯》。在1986年文化部举办的全国民间音乐舞蹈比赛中，陆洲用他的仿古骨笛演奏了《河姆追溯》一曲，获得成功。演奏和作曲双双获奖。
陆洲後來擔任余姚市古笛园艺术培训学校校长。在2005年举办的首届“听雨杯”全国首届竹笛演奏邀请赛上，他的3个学生包揽了2005年青少年组的前3名。 